# Kontakty Google
Kontakty Google je nástroj pro správu kontaktů od Googlu, který je dispozici v jeho bezplatném e-mailovém klientovi Gmail jako samostatná služba a jako součást obchodně orientované sady webových aplikací Google Apps for Work.

## Funkce
- Volitelné třídění kontaktů do skupin a uspořádávání dle prvního nebo posledního jména
- Kontakty mohou být umístěny do velkého množství kategorií s informacemi.
- Rozšířené funkce vyhledávání.
- Úpravy kontaktů jsou automaticky ukládány.
- Možnost obnovit celou databázi z jakéhokoliv času v posledních 30 dnech.
- Snadné hledání a slučování duplikátů.
- Klávesové zkratky pro snazší ovládání.
- Integrace s dalšími službami od Googlu.

## Součinnost
Kontakty Google mohou být synchronizovány s mobilními zařízeními a operačními systémy (např. Android, Symbian, iOS, BlackBerry, Palm, Pocket PC nebo Windows Phone) nebo počítačovými programy (např. Microsoft Outlook nebo Mozilla Thunderbird) přes software jiného vývojáře a aplikací Google Sync od Googlu. Navíc jakýkoliv systém, který může být synchonizovaný přes ActiveSync od Microsoftu, může být synchronizovaný s Kontakty Google Také jsou podporována mobilní zařízení, která podporují protokol Microsoft® Exchange ActiveSync® a/nebo standard SyncML. Kontakty Google mají zabudovanou synchronizaci s opensourcovým mobilním operačním systémem Android. Kontakty Google mohou být rovněž synchronizovány přes CardDAV.

## Import/Export
Uživatel si může vybrat import/export do souboru kliknutím na „Další“ v menu. Kontakty Google mohou být uživateli využívány specificky pomocí některé ze tří metod souboru CSV uvedených níže:
1. Formát Google CSV (pro import do účtu Google)
2. Formát Outlook CSV (pro import do aplikace Outlook nebo jiné aplikace)
3. Formát vCard (pro import do aplikace Apple Address Book nebo jiné aplikace)

## Kritika
Se zavedením obrazovek s vyšší hustotou a většími vnitřními paměťmi na zařízeních s Androidem, byl systém Kontaktů Google kritizován pro podporu pouze fotografií s nízkým rozlišením s limitovanou velikostí 96x96 pixelů. Tento problém by opraven 10. října 2012 na zařízeních s Androidem Jelly Bean nebo vyšší verzí a limit byl zvýšený na 720x720 pixelů, ale 15. února 2013 bylo oznámeno, že uživatelé Google Apps stále ještě nedostali aktualizaci.